# Fanatical
Fanatical (anteriormente conhecido como Bundle Stars) é uma distribuidora de jogos digitais com sede no Reino Unido. Já vendeu mais de 80 milhões de chaves de jogos oficialmente autorizadas para mais de dois milhões de clientes em todo o mundo. Fanatical tem um catálogo de mais de 8.000 jogos de mais de 1.000 editores e desenvolvedores de jogos. Isso inclui parcerias diretas com Bethesda Softworks, SEGA, THQ Nordic, Deep Silver, Kalypso Media e Codemasters, bem como desenvolvedores independentes menores.

## Historia
Fanatical foi originalmente lançado em 2012 pela Focus Multimedia Limited, sob o nome Bundle Stars. Com o nome Bundle Stars, ela fez a curadoria de coleções de jogos para a plataforma Steam a preços com descontos significativos. Bundle Stars foi relançado como Fanatical em 1 de novembro de 2017, expandindo sua oferta de produtos e sua equipe. Como um serviço de distribuição digital, a Fanatical oferece jogos, pacotes e conteúdo para download (DLC) para plataformas Windows, Mac e Linux, bem como eBooks, cursos de e-Learning e uma variedade de outros produtos entregues digitalmente. Em fevereiro de 2021, Focus Multimedia Limited foi adquirida pela Fandom Inc.